# Hibiscus huillensis
Hibiscus huillensis är en malvaväxtart som beskrevs av William Philip Hiern. Hibiscus huillensis ingår i Hibiskussläktet som ingår i familjen malvaväxter. Inga underarter finns listade i Catalogue of Life.